# Метаболомика
Метаболомика — «систематическое изучение уникальных химических „отпечатков пальцев“, специфичных для процессов, протекающих в живых клетках», а именно изучение их низкомолекулярных метаболических профилей.
Метаболом представляет собой совокупность всех метаболитов, являющихся конечным продуктом обмена веществ в клетке, ткани, органе или организме. В то время как данные об экспрессии мРНК генов и данные протеомного анализа не раскрывают полностью всего того, что может происходить в клетке, метаболические профили могут дать мгновенный снимок физиологических процессов в клетке. Одна из задач системной биологии и функциональной геномики — интегрирование данных протеомики, транскриптомики и метаболической информации для получения более целостного представления о живых организмах.

## История возникновения
Идея о том, что биологические жидкости отражают состояние здоровья индивидуума, существует уже долгое время. Врачи Древнего Китая использовали муравьев, чтобы оценить количество глюкозы в моче пациента и выявить диабет. В средние века использовались «мочевые диаграммы», которые связывали цвет, вкус и запах мочи с различными медицинскими характеристиками, имеющие метаболическое происхождение по своей сути.
Концепция индивидуального «метаболического профиля», который мог бы отражать состав биологических жидкостей, была предложена Роджером Вильямсом в конце 1940-х годов используя хроматографическую бумагу, он предположил что характеристические метаболические профили в моче и слюне связаны с такими патологиями как шизофрения. Однако только технологический рост в 1960—1970-е годы сделал возможным количественное измерение метаболических профилей. Термин «метаболический профиль» был введен в 1971 году Хорнингом после того, как удалось показать, что газовая хромато-масс-спектрометрия может быть использована для определения соединений, представленных в моче и тканевых экстрактах человека. Группа Хорнинга, совместно с такими учеными как Лайнус Полинг и Артур Робинсон играла ведущую роль в разработке газ-хромато-масс-спектрометрических методов мониторинга метаболитов, представленных в моче, на протяжении 1970-х годов.
Одновременно спектроскопия ЯМР, которая была открыта в 1940-е годы, стала быстро развиваться и к 1980-м годам достигла достаточной чувствительности для идентификации метаболитов в биологических образцах. Метаболомные исследования с помощью спектроскопии ЯМР проводились в основном в лаборатории Джереми Николсона в Биркбек-колледже лондонского университета и позже в лондонском королевском колледже. В 1984 году Николсон показал, что протонная спектроскопия ЯМР потенциально может быть использована для диагностики диабета и позже впервые стал использовать распознавание образов при анализе данных спектроскопии ЯМР.
23 января 2007 года программа «Метаболом человека» Университета Альберта (Канада), возглавляемая Дэвидом Уишартом, завершила первую версию базы данных о метаболоме человека, содержащую информацию о примерно 2500 метаболитах, 1200 лекарствах и 3500 веществ пищи.
На сегодняшний день метаболомика все ещё остается «новой» областью исследований. Дальнейший прогресс в этой области зависит от многих факторов, в том числе от развития технической базы аналитических методов, прежде всего масс-спектрометрических методов и спектроскопии ЯМР.

## Метаболом
Метаболом представляет собой полный набор низкомолекулярных метаболитов (таких как промежуточные продукты обмена веществ, гормоны и другие сигнальные молекулы и вторичные метаболиты), которые могут быть найдены как в биологическом образце, так и в единичном организме. Термин построен по аналогии с транскриптомикой и протеомикой. Так же как транскриптом и протеом, метаболом постоянно меняется. Хотя метаболом может быть определен сравнительно легко, в настоящее время не представляется возможным определение широкого спектра метаболитов с помощью одного аналитического метода. В январе 2007 года учёные университета Альберта и университета Калгари закончили первую версию метаболома человека. Они каталогизировали около 2500 метаболитов, 1200 лекарств и 3500 компонентов пищи, которые могут быть найдены в человеческом теле. Эта информация, доступная в базе метаболома человека (www.hmdb.ca) и основанная на анализе существующей научной литературы, далека от полноты. О метаболомах других организмов известно гораздо больше. Например, было охарактеризовано более 50 000 метаболитов растений, многие тысячи были идентифицированы и охарактеризованы в единичных растениях.

## Метаболиты
Метаболиты — это промежуточные и конечные продукты обмена веществ. В метаболомике метаболиты обычно определяют как любые молекулы размера не более 1 КДа. Однако существуют и исключения из этого определения, это зависит от конкретного образца и аналитического метода. Например, такие макромолекулы, как липопротеины и альбумин, надежно определяются при анализе плазмы крови методом спектроскопии ЯМР. В метаболомике растений принято выделять «первичные» и «вторичные» метаболиты. Первичные метаболиты принимают непосредственное участие в нормальном росте, развитии и репродукции. Вторичные метаболиты не принимают участия в этих процессах, но обычно имеют важные экологические функции. Например, антибиотики и пигменты. В метаболомике человека же принято делить метаболиты на эндогенные (произведенные изучаемым организмом) и экзогенные. Метаболиты чужеродных субстанций, таких как лекарства, называют ксенометаболитами или ксенобиотиками.
Метаболом формируется большой сетью метаболических реакций. где продукты одной ферментативной реакции являются исходными веществами для других. Такие системы описываются как гиперциклы.

## Метабономика
Метабономика определяется как «количественное измерение динамического многопараметрического метаболического ответа живых систем на патофизиологические воздействия или генные модификации». Термин происходит от греческого мета, означающего «изменение», и номос, означающего «набор правил или закономерностей». Этот подход был впервые предложен и использован Джереми Николсоном в Королевском лондонском колледже и используется в токсикологии, диагностике заболеваний и ряде других областей. Исторически метабономический подход был одной из первых попыток применить приемы системной биологии для изучения метаболизма.
Существуют разногласия при определении различий между метаболомикой и метабономикой. Различия между двумя подходами не сводятся к выбору аналитических методов, хотя метабономика преимущественно ассоциируется со спектроскопией ЯМР, а метаболомика — с масс-спетрометрическими техниками. Несмотря на отсутствие общепризнанной точки зрения, считается, что метаболомика уделяет большее внимание метаболическим профилям на клеточном и органном уровне и преимущественно связана с нормальным эндогенным метаболизмом. Метабономика же использует метаболические профили для получения информации об изменениях метаболизма, связанных с внешними факторами окружающей среды, патологическими процессами и не генетическими изменениями. Это не тривиальное различие. Метаболомные исследования должны, по определению, исключать метаболические изменения под воздействием не генетических факторов, потому что они являются внешними по отношению к изучаемой системе. На практике же, особенно при исследовании заболеваний человека, существует путаница в определениях и часто их считают синонимами.

## Аналитические методы

### Методы разделения
- Газовая хроматография, в особенности с масс-спектрометрическим детектированием (газовая хромато-масс-спектрометрия) — один из наиболее мощных и широкоиспользуемых методов. Она даёт очень высокое хроматографическое разрешение, но для определения многих биомолекул требуется химическая дериватизация, без неё могут анализироваться только летучие соединения. Некоторые макромолекулы и полярные метаболиты не могут исследоваться с помощью газовой хроматографии.[29]
- Высокоэффективная жидкостная хроматография (ВЭЖХ). По сравнению с газ-хроматографией, ВЭЖХ имеет более низкое хроматографическое разрешение, но это компенсируется более широким рядом соединений, которые потенциально могут быть измерены.[30]
- Капиллярный электрофорез. Капиллярный электрофорез имеет более высокую теоретическую эффективность разделения нежели ВЭЖХ, и может использоваться для исследования более широкого диапазона соединений, чем газ-хроматография. Как и все электрофоретические методы, он наиболее удобен для разделения ионов.[31]

### Методы обнаружения
- Масс-спектрометрия Масс-спектрометрию используют для идентификации и количественного анализа метаболитов после разделения с помощью газ-хроматографии, ВЭЖХ, или капиллярного электрофореза. Газ-хромато-масс-спектрометрия наиболее «естественная» из этих комбинаций и была разработана первой. Кроме того, существующие и разрабатываемые библиотеки масс-спектрометрических данных позволяют идентифицировать метаболиты по их фрагментации при ионизации.
- Ядерный магнитный резонанс (Спектроскопия ЯМР). ЯМР является единственным методом, который не нуждается в разделении смеси исследуемых метаболитов и позволяет использовать исследованные образцы для дальнейшего анализа. Все виды низкомолекулярных метаболитов могут быть определены одновременно. Основными преимуществами ЯМР являются высокая воспроизводимость измерений и простота подготовки образцов. Хотя, конечно, ЯМР имеет существенно более низкую чувствительность, чем масс-спектрометрические методы.[32][33]
- Наряду со спектроскопией ЯМР и масс-спектроскопическими методами, используются и другие, такие как ВЭЖХ с электрохимическим детектированием и тонкослойная хроматография смесей с изотопными метками.

## Статистические методы
Метаболомные данные обычно представляют собой результаты различных измерений объектов в разных условиях. Это могут быть спектры в цифровом формате или списки метаболитов и их концентраций. В самом простом случае эти данные представляются в виде матрицы, в которой строки соответствуют образцам, а колонки — концентрациям метаболитов.
Для анализа таких данных используются различные статистические методы, обычно это проекционные методы, такие как регрессия на главные компоненты и регрессия на проекциях на скрытые переменные.

## Основные приложения
- Токсикология. Метаболические профили (в частности, мочи и плазмы крови) могут быть использованы для определения физиологических изменений, вызванных попаданием токсичных химических соединений. Во многих случаях наблюдаемые изменения могут быть соотнесены со специфичными синдромами, например со специфическими поражениями печени и жировой ткани.[28]
- Функциональная геномика. Метаболомика может быть прекрасным инструментом для определения фенотипа, возникающего при генетических изменениях, таких как удаление и вставка генов. Это может быть определение фенотипических изменений генно-модифицированных животных и растений, прогнозирование функционирования неизученных генов путём сравнения метаболических изменений с теми, которые происходят при вставке и удалении известных.